# Tropus (Gregorianik)
Im Zusammenhang mit dem Gregorianischen Choral ist der Tropus ein Zusatz und eine Erweiterung zu den festgelegten liturgischen Texten und Melodien. Dieser bzw. die Tropierung ergänzt die Vorlage sowohl textlicher als auch melodischer Art, ohne sie aber in ihrer eigenen Beschaffenheit zu verändern. Tropen können auftreten als rein melodische Zusätze (melogene Tropierung, Melismen), als Textdichtungen auf bestehende Melismen (logogene Tropierung) oder als Zusatztexte mit eigenen Melodien in liedhafter Form, die dem zugrunde liegenden Gesang vorangestellt, eingeschoben oder angehängt werden (cantionale Tropierung).
Ein Spezialfall des Tropus ist die (klassische) Sequenz.

## Wortherkunft
Der Begriff Tropus leitet sich über das Lateinische von altgriechisch τρόπος trópos her, was so viel wie „Wendung, Umkehrung, Umkehr“ bedeutet.

## Geschichtliche Entwicklung
Die ersten Tropen entstanden in der karolingischen Zeit. Sänger der Choralschola schmückten ihre gregorianischen Gesänge mit Tropierungen und einer schlichten Zweistimmigkeit aus. Das Konzil von Trient eliminierte die Tropen in den liturgischen Gesängen, ihre Textanfänge beim Kyrie sind heute noch in den lateinischen Bezeichnungen mehrerer Choralmessen erkennbar.